# Aniba (site archéologique)
Pour l’article homonyme, voir Aniba pour le genre de plantes.
Aniba est un site de Basse Nubie connu des Égyptiens sous le nom de Miam. C'était le siège du gouverneur de la province de Wawat. Avant d'être englouti par les eaux du lac Nasser, on pouvait y voir les ruines de la ville antique, une nécropole du Nouvel Empire (XIXe et XXe dynasties) et les restes d'une forteresse.
Seul le tombeau rupestre de Pennout Ier, gouverneur sous Ramsès VI, fut sauvé des eaux pour être reconstitué à quarante kilomètres au nord-est du site original (près des temples d'Amada et de Derr reconstitués sur le site de La Nouvelle Amada).

## Forteresse d'Aniba
Aniba est le site d'une des forteresses nubiennes établies par les pharaons pour défendre leur frontière méridionale et contrôler les routes commerciales qui passaient par le Nil depuis le Soudan et l'Afrique.
Les premières fortifications datent de l'Ancien Empire mais celles-ci furent reconstruite par Sésostris Ier, puis agrandies au Nouvel Empire et montrent, bien que de taille plus modeste, une grande similitude avec la forteresse de Bouhen. On y retrouve le fossé et un premier mur suivi des murailles crénelées flanquées de multiples bastions. 